# De Bende van Baflo Bill
De Bende van Baflo Bill is een voormalige Groninger band die werd opgericht in 1988 door Peter de Haan, Frank den Hollander en Alina Kiers.
De eerste twee waren eerder bekend als Pé Daalemmer & Rooie Rinus. De band heeft in 2009 onder de naam Voorheen de Bende nog een nieuw album uitgebracht.

## Discografie
- De Bende van Baflo Bill (1991, cd)
- We zijn ze weer de baas / Wie hebben ze in de zak (Groningse versie) (1992, cd-single)
- Babs (1993, cd-single)
- We're Going for the Cup (1994, cd-single)
- 't Is Wild West in Engelbert (1994, cd)
- Schiet op Jongens! (1997, cd)
- Koffie in de Wind (1998, cd-single)
- Voorheen de Bende - Mit Pazzipanten (2009, cd)

### Dvd's
| Dvd's met hitnoteringen in de Nederlandse Music Top 30 | Datum van verschijnen | Datum van binnenkomst | Hoogste positie | Aantal weken | Opmerkingen                             |
| ------------------------------------------------------ | --------------------- | --------------------- | --------------- | ------------ | --------------------------------------- |
| Wie worden ook over televisie oetzend!                 | 2009                  | 30-05-2009            | 21              | 2            | als Voorheen de Bende / met Pazzipanten |